# Etlingera diepenhorstii
Etlingera diepenhorstii är en enhjärtbladig växtart som först beskrevs av Johannes Elias Teijsmann och Simon Binnendijk, och fick sitt nu gällande namn av Rosemary Margaret Smith. Etlingera diepenhorstii ingår i släktet Etlingera och familjen Zingiberaceae.
Artens utbredningsområde är Sumatera. Inga underarter finns listade i Catalogue of Life.